# World of Warships
World of Warships is een gratis te spelen MMO met marine-oorlogvoering als thema, geproduceerd door spelontwikkelaar en uitgever Wargaming na het uitbrengen van de eerste militair georiënteerde MMO World of Tanks. Naast willekeurige gevechten tegen anderen, kan de speler coöperatieve gevechtstypen spelen tegen bots of een geavanceerde PvE-gevechtsmodus genaamd Scenario-gevechten. Voor de meest bekwame spelers zijn er twee seizoensgebonden competitieve modi beschikbaar - gerangschikte en clangevechten. Het spel is uitgebracht op 17 september 2015 voor Microsoft Windows en op 15 november 2017 voor Steam en Microsoft Store.

## Gameplay
World of Warships is een tactische, trage shooter met drie basistypen bewapening: scheepswapens, torpedo's en vliegtuigen. Het spel zelf is teamgericht, dus het geeft spelers de mogelijkheid om als een team te werken. Binnen een team kunnen divisies worden ingesteld om een groep van maximaal drie spelers toe te laten en samen te strijden. Het team van de speler kan vechten tegen andere spelers (Player versus player|PvP) of tegen de computer in drie gevechtsstanden: standaard, dominantie en epicentrum. Elke modus wordt gescoord op een puntensysteem.
De oorlogsschepen zijn gepresenteerd zoals ze waren aan het begin van de twintigste eeuw, aan het begin van dreadnoughtslagschepen, tot oorlogsschepen uit de jaren 1950, met inbegrip van schepen die gepland waren maar nooit in productie werden genomen.
Het spel heeft vijf verschillende soorten schepen: torpedobootjagers, kruisers, slagschepen (slagkruisers en dreadnoughts),vliegdekschepen en onderzeeërs (in ontwikkeling). De squadrons van de vliegdekschepen kunnen rechtstreeks aangestuurd worden.
Volgende landen zijn representatief in het spel met de zogenaamde "Silver-Line", waarin de free-to-play schepen staan:  de Verenigde Staten, het Verenigd Koninkrijk, Italië, Duitsland, Japan, Frankrijk, de Sovjet-Unie en een verzameling van kleine Aziatische marines. Enkele landen met slechts premium schepen: de verzameling van de Commonwealth Realms en een verzameling van kleine Europese marines. Er bestaat momenteel slechts een "Golden-Line" van de verzameling van Zuid-Amerikaanse marines.
Spelers kunnen in het spel door elk schip op onderzoek uitgaan. Elk schip heeft een aantal modules die toegankelijk zijn door ervaring op te bouwen. Deze ervaring wordt gebruikt om de modules te ontgrendelen en, zodra de modules van een schip volledig zijn onderzocht, kan de speler doorgaan naar het volgende schip. Het vorige schip, als het volledig is opgewaardeerd, krijgt de Elite-status.